# دورته دالوم ينسن
دورته دالوم ينسن (بالدنماركية: Dorte Dalum Jensen)‏ (ولدت في 3 يوليو 1978) هي مدافعة كرة قدم دنماركية. وهي تلعب حاليا لنادي 'إل أس كاي كنيفر' لكرة القدم التابع للاتحاد النرويجي لكرة القدم للسيدات. فازت دالوم ينسن بأكثر من 40 مباراة دولية لمنتخب الدنمارك لكرة القدم للسيدات.

## المسيرة الكروية في النادي
تركت دالوم ينسن النادي السويدي ديورغاردن/ألفسيو في شهر يناير من عام 2008، للتعاقد مع أولمبيك ليون لكرة القدم للسيدات. ثم عادت خلال صيف عام 2009 إلى كرة القدم النرويجية، حيث لعبت سابقاً مع ناديي لينوغن وأسكير. وتحولت إلى نادي سترومن الذي أصبح يعرف بنادي كنيفر لموسم 2010. عانت دالوم يينسن من إصابة الرباط الصليبي التالف في يناير عام 2011.
على الرغم من أن والدي دالوم ينسن وشقيقيه الكبيرين لم يكن لديهم اهتمام بكرة القدم، إلَّا أن دالوم ينسن كانت قد بدأت اللعب في المدرسة حين كانت تبلغ من العمر 10 أعوام. ولعبت في مسيرتها الكروية المبكرة في النوادي المحلية هادسوند بولدكل، وفوروب، ثم هيورتسوج إيغا إدروفينغينغ قبل مغادرتها إلى النرويج.

## المسيرة الكروية مع المنتخب الوطني
مثلت دالوم ينسن الدنمارك في بطولة أمم أوروبا للسيدات عام 2005، وتم تسميتها ضمن تشكيلة كأس العالم للسيدات 2007 في الصين.
وفازت دالوم ينسن بـ14 مباراة دولية وسجلت هدفين لفريق الدنمارك تحت 21 سنة، في أول ظهور لها ضد هولندا في سبتمبر 1999. كما سجلت هدفاً واحداً لصالح المنتخب الوطني، في هزيمة ودية 3-2 أمام فرنسا خلال شهر سبتمبر من عام 2004. فازت بآخر 41 مباراة دولية في أغسطس عام 2007، في هزيمة ودية تحضيراً لكأس العالم أمام السويد.

## الحياة الخاصة
دالوم ينسن مثلية الجنس بشكل علني. وهي تعيش مع شريكتها حارسة المرمى النرويجية بينته نوردبي، التي لعبت معها في صفوف إلى أسكير وديورغاردينز وليون.

## وصلات خارجية
- دورته دالوم ينسن على موقع الاتحاد الدولي (مؤرشف)  (الإنجليزية)
- دورته دالوم ينسن على موقع قاعدة بيانات كرة القدم.إي يو (الإنجليزية)
- دورته دالوم ينسن على موقع Soccerway.com (الإنجليزية)
- الاتحاد الدنماركي لكرة القدم (DBU) - إحصائيات (بالدنماركية)
- ملف التعريف على موقع نادي إل أس كاي كنيفر (بالنرويجية)
- ملف التعريف على موقع Footofeminin.fr (بالفرنسية)